# Athlétisme aux Jeux olympiques d'été de 1996, résultats détaillés

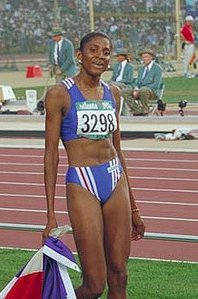
La Française Marie-José Pérec remporte les titres du 200 m et du 400 m

Cette page présente les résultats des finales des épreuves d'athlétisme aux Jeux olympiques de 1996, disputées à Atlanta du 26 juillet au 7 août 1996.

## 100 m

### Hommes
| Rang | Athlète            | Pays              | Performance |
| ---- | ------------------ | ----------------- | ----------- |
| 1    | Donovan Bailey     | Canada            | 9 s 84      |
| 2    | Frankie Fredericks | Namibie           | 9 s 89      |
| 3    | Ato Boldon         | Trinité-et-Tobago | 9 s 90      |
| 4    | Dennis Mitchell    | États-Unis        | 9 s 99      |
| 5    | Mike Marsh         | États-Unis        | 10 s 00     |
| 6    | Davidson Ezinwa    | Nigeria           | 10 s 14     |
| 7    | Michael Green      | Jamaïque          | 10 s 16     |
| 8    | Linford Christie   | Royaume-Uni       | DSQ         |

### Femmes
| Rang | Athlète            | Pays       | Performance |
| ---- | ------------------ | ---------- | ----------- |
| 1    | Gail Devers        | États-Unis | 10 s 94     |
| 2    | Merlene Ottey      | Jamaïque   | 10 s 94     |
| 3    | Gwen Torrence      | États-Unis | 10 s 96     |
| 4    | Chandra Sturrup    | Bahamas    | 11 s 00     |
| 5    | Natalya Voronova   | Russie     | 11 s 10     |
| 6    | Mary Onyali        | Nigeria    | 11 s 13     |
| 7    | Zhanna Pintusevich | Ukraine    | 11 s 14     |
| 8    | Marina Trandenkova | Russie     | DSQ         |

## 200 m

### Hommes
| Rang | Athlète            | Pays              | Performance  |
| ---- | ------------------ | ----------------- | ------------ |
| 1    | Michael Johnson    | États-Unis        | 19 s 32 (RM) |
| 2    | Frankie Fredericks | Namibie           | 19 s 68      |
| 3    | Ato Boldon         | Trinité-et-Tobago | 19 s 80      |
| 4    | Obadele Thompson   | Barbade           | 20 s 14      |
| 5    | Jeff Williams      | États-Unis        | 20 s 17      |
| 6    | Iván García        | Cuba              | 20 s 21      |
| 7    | Patrick Stevens    | Belgique          | 20 s 27      |
| 8    | Mike Marsh         | États-Unis        | 20 s 48      |

### Femmes
| Rang | Athlète            | Pays       | Performance |
| ---- | ------------------ | ---------- | ----------- |
| 1    | Marie-José Pérec   | France     | 22 s 12     |
| 2    | Merlene Ottey-Page | Jamaïque   | 22 s 24     |
| 3    | Mary Onyali        | Nigeria    | 22 s 38     |
| 4    | Inger Miller       | États-Unis | 22 s 41     |
| 5    | Galina Malchugina  | Russie     | 22 s 45     |
| 6    | Chandra Sturrup    | Bahamas    | 22 s 54     |
| 7    | Juliet Cuthbert    | Jamaïque   | 22 s 60     |
| 8    | Carlette Guidry    | États-Unis | 22 s 61     |

## 400 m

### Hommes
| Rang | Athlète               | Pays        | Performance  |
| ---- | --------------------- | ----------- | ------------ |
| 1    | Michael Johnson       | États-Unis  | 43 s 49 (RO) |
| 2    | Roger Black           | Royaume-Uni | 44 s 41      |
| 3    | Davis Kamoga          | Ouganda     | 44 s 53      |
| 4    | Alvin Harrison        | États-Unis  | 44 s 62      |
| 5    | Iwan Thomas           | Royaume-Uni | 44 s 70      |
| 6    | Roxbert Martin        | Jamaïque    | 44 s 83      |
| 7    | Davian Clarke         | Jamaïque    | 44 s 99      |
| 8    | Ibrahim Ismail Muftah | Qatar       | DNF          |

### Femmes
| Rang | Athlète          | Pays       | Performance |
| ---- | ---------------- | ---------- | ----------- |
| 1    | Marie-José Pérec | France     | 48 s 25     |
| 2    | Cathy Freeman    | Australie  | 48 s 63     |
| 3    | Falilat Ogunkoya | Nigeria    | 49 s 10     |
| 4    | Pauline Davis    | Bahamas    | 49 s 28     |
| 5    | Jearl Miles      | États-Unis | 49 s 55     |
| 6    | Fatima Yusuf     | Nigeria    | 49 s 77     |
| 7    | Sandie Richards  | Jamaïque   | 50 s 45     |
| 8    | Grit Breuer      | Allemagne  | 50 s 71     |

## 800 m

### Hommes
| Rang | Athlète          | Pays           | Performance        |
| ---- | ---------------- | -------------- | ------------------ |
| 1    | Vebjörn Rodal    | Norvège        | 1 min 42 s 58 (RO) |
| 2    | Hezekiel Sepeng  | Afrique du Sud | 1 min 42 s 74      |
| 3    | Fred Onyancha    | Kenya          | 1 min 42 s 79      |
| 4    | Norberto Tellez  | Cuba           | 1 min 42 s 85      |
| 5    | Nico Motchebon   | Allemagne      | 1 min 43 s 91      |
| 6    | David Kiptoo     | Kenya          | 1 min 44 s 19      |
| 7    | Johnny Gray      | États-Unis     | 1 min 44 s 21      |
| 8    | Benyounès Lahlou | Maroc          | 1 min 45 s 52      |

### Femmes
| Rang | Athlète             | Pays             | Performance   |
| ---- | ------------------- | ---------------- | ------------- |
| 1    | Svetlana Masterkova | Russie           | 1 min 57 s 63 |
| 2    | Ana Fidelia Quirot  | Cuba             | 1 min 58 s 11 |
| 3    | Maria Mutola        | Mozambique       | 1 min 58 s 71 |
| 4    | Kelly Holmes        | Royaume-Uni      | 1 min 58 s 81 |
| 5    | Yelena Afanasyeva   | Russie           | 1 min 59 s 57 |
| 6    | Patricia Djaté      | France           | 1 min 59 s 61 |
| 7    | Natalya Duchnova    | Biélorussie      | 2 min 00 s 32 |
| 8    | Tony Hodginson      | Nouvelle-Zélande | 2 min 00 s 54 |

## 1 500 m

### Hommes
| Rang | Athlète            | Pays     | Performance   |
| ---- | ------------------ | -------- | ------------- |
| 1    | Noureddine Morceli | Algérie  | 3 min 35 s 78 |
| 2    | Fermin Cacho       | Espagne  | 3 min 36 s 40 |
| 3    | Stephen Kipkorir   | Kenya    | 3 min 36 s 72 |
| 4    | Laban Rotich       | Kenya    | 3 min 37 s 39 |
| 5    | William Tanui      | Kenya    | 3 min 37 s 42 |
| 6    | Abdi Bile          | Somalie  | 3 min 38 s 03 |
| 7    | Marko Koers        | Pays-Bas | 3 min 38 s 18 |
| 8    | Ali Hakimi         | Tunisie  | 3 min 38 s 19 |

### Femmes
| Rang | Athlète             | Pays      | Performance   |
| ---- | ------------------- | --------- | ------------- |
| 1    | Svetlana Masterkova | Russie    | 4 min 00 s 83 |
| 2    | Gabriela Szabo      | Roumanie  | 4 min 01 s 54 |
| 3    | Theresia Kiesl      | Autriche  | 4 min 03 s 02 |
| 4    | Leah Pells          | Canada    | 4 min 03 s 56 |
| 5    | Margaret Crowley    | Australie | 4 min 03 s 79 |
| 6    | Carla Sacramento    | Portugal  | 4 min 03 s 91 |
| 7    | Lyudmila Borisova   | Russie    | 4 min 05 s 90 |
| 8    | Malgorzata Rydz     | Pologne   | 4 min 05 s 92 |

## 5 000 m

### Hommes
| Rang | Athlète           | Pays       | Performance    |
| ---- | ----------------- | ---------- | -------------- |
| 1    | Vénuste Niyongabo | Burundi    | 13 min 07 s 96 |
| 2    | Paul Bitok        | Kenya      | 13 min 08 s 16 |
| 3    | Khalid Boulami    | Maroc      | 13 min 08 s 37 |
| 4    | Dieter Baumann    | Allemagne  | 13 min 08 s 81 |
| 5    | Tom Nyariki       | Kenya      | 13 min 12 s 29 |
| 6    | Bob Kennedy       | États-Unis | 13 min 12 s 35 |
| 7    | Enrique Molina    | Espagne    | 13 min 12 s 91 |
| 8    | Brahim Lahlafi    | Maroc      | 13 min 13 s 26 |

### Femmes
| Rang | Athlète         | Pays        | Performance    |
| ---- | --------------- | ----------- | -------------- |
| 1    | Wang Junxia     | Chine       | 14 min 59 s 88 |
| 2    | Pauline Konga   | Kenya       | 15 min 03 s 49 |
| 3    | Roberta Brunet  | Italie      | 15 min 07 s 52 |
| 4    | Michiko Shimizu | Japon       | 15 min 09 s 05 |
| 5    | Paula Radcliffe | Royaume-Uni | 15 min 13 s 11 |
| 6    | Yelena Romanova | Russie      | 15 min 14 s 09 |
| 7    | Yelena Fidatov  | Roumanie    | 15 min 16 s 71 |
| 8    | Rose Cheruiyot  | Kenya       | 15 min 17 s 33 |

## 10 000 m

### Hommes
| Rang | Athlète             | Pays         | Performance    |
| ---- | ------------------- | ------------ | -------------- |
| 1    | Haile Gebrselassie  | Éthiopie     | 27 min 07 s 34 |
| 2    | Paul Tergat         | Kenya        | 27 min 08 s 17 |
| 3    | Salah Hissou        | Maroc        | 27 min 24 s 67 |
| 4    | Aloys Nizigama      | Burkina Faso | 27 min 33 s 79 |
| 5    | Josephat Machuka    | Kenya        | 27 min 35 s 08 |
| 6    | Paul Koech          | Kenya        | 27 min 35 s 19 |
| 7    | Khalid Skah         | Maroc        | 27 min 46 s 98 |
| 8    | Mathias Ntawulikura | Rwanda       | 27 min 50 s 73 |

### Femmes
| Rang | Athlète          | Pays     | Performance    |
| ---- | ---------------- | -------- | -------------- |
| 1    | Fernanda Ribeiro | Portugal | 31 min 01 s 63 |
| 2    | Wang Junxia      | Chine    | 31 min 02 s 58 |
| 3    | Gete Wami        | Éthiopie | 31 min 06 s 65 |
| 4    | Derartu Tulu     | Éthiopie | 31 min 10 s 46 |
| 5    | Masako Chiba     | Japon    | 31 min 20 s 62 |
| 6    | Tegla Loroupe    | Kenya    | 31 min 23 s 22 |
| 7    | Yuko Kawakami    | Japon    | 31 min 23 s 23 |
| 8    | Iulia Negura     | Roumanie | 31 min 26 s 46 |

## 110 m haies/100 m haies

### 100 mètres haies
| Rang | Athlète              | Pays       | Performance |
| ---- | -------------------- | ---------- | ----------- |
| 1    | Ludmila Engquist     | Suède      | 12 s 58     |
| 2    | Brigita Bukovec      | Slovénie   | 12 s 59     |
| 3    | Patricia Girard      | France     | 12 s 65     |
| 4    | Gail Devers          | États-Unis | 12 s 66     |
| 5    | Dionne Rose          | Jamaïque   | 12 s 74     |
| 6    | Michelle Freeman     | Jamaïque   | 12 s 76     |
| 7    | Natalya Shekhodanova | Russie     | 12 s 80     |
| 8    | Lynda Goode          | États-Unis | 13 s 11     |

### 110 mètres haies
| Rang | Athlète             | Pays        | Performance  |
| ---- | ------------------- | ----------- | ------------ |
| 1    | Allen Johnson       | États-Unis  | 12 s 95 (RO) |
| 2    | Mark Crear          | États-Unis  | 13 s 09      |
| 3    | Florian Schwarthoff | Allemagne   | 13 s 17      |
| 4    | Colin Jackson       | Royaume-Uni | 13 s 19      |
| 5    | Emilio Valle        | Cuba        | 13 s 20      |
| 6    | Eugene Swift        | États-Unis  | 13 s 23      |
| 7    | Kyle Vander Kuyp    | Australie   | 13 s 40      |
| 8    | Eric Batte          | Cuba        | 13 s 43      |

## 400 m haies

### Hommes
| Rang | Athlète            | Pays       | Performance |
| ---- | ------------------ | ---------- | ----------- |
| 1    | Derrick Adkins     | États-Unis | 47 s 54     |
| 2    | Samuel Matete      | Zambie     | 47 s 78     |
| 3    | Calvin Davis       | États-Unis | 47 s 96     |
| 4    | Sven Nylander      | Suède      | 47 s 98     |
| 5    | Rohan Robinson     | Australie  | 48 s 30     |
| 6    | Fabrizio Mori      | Italie     | 48 s 41     |
| 7    | Everson Teixeira   | Brésil     | 48 s 57     |
| 8    | Eronilde de Araújo | Brésil     | 48 s 78     |

### Femmes
| Rang | Athlète             | Pays       | Performance |
| ---- | ------------------- | ---------- | ----------- |
| 1    | Deon Hemmings       | Jamaïque   | 52 s 82     |
| 2    | Kim Batten          | États-Unis | 53 s 08     |
| 3    | Tonja Buford-Bailey | États-Unis | 53 s 22     |
| 4    | Debbie-Ann Parris   | Jamaïque   | 53 s 97     |
| 5    | Heike Meissner      | Allemagne  | 54 s 03     |
| 6    | Rosey Edeh          | Canada     | 54 s 39     |
| 7    | Ionela Tirlea       | Roumanie   | 54 s 40     |
| 8    | Silvia Rieger       | Allemagne  | 54 s 57     |

## 3 000 m steeple

### Hommes
| Rang | Athlète                 | Pays       | Performance   |
| ---- | ----------------------- | ---------- | ------------- |
| 1    | Joseph Keter            | Kenya      | 8 min 07 s 12 |
| 2    | Moses Kiptanui          | Kenya      | 8 min 08 s 33 |
| 3    | Alessandro Lambruschini | Italie     | 8 min 11 s 28 |
| 4    | Matthew Birir           | Kenya      | 8 min 17 s 18 |
| 5    | Mark Croghan            | États-Unis | 8 min 17 s 84 |
| 6    | Steffen Brand           | Allemagne  | 8 min 18 s 52 |
| 7    | Brahim Boulami          | Maroc      | 8 min 23 s 13 |
| 8    | Jim Svenöy              | Norvège    | 8 min 23 s 39 |

## Relais 4 × 100 m

### Hommes
| Rang | Athlète                                                         | Pays       | Performance |
| ---- | --------------------------------------------------------------- | ---------- | ----------- |
| 1    | Robert Esmie Glenroy Gilbert Bruny Surin Donovan Bailey         | Canada     | 37 s 69     |
| 2    | Jon Drummond Tim Harden Michael Marsh Dennis Mitchell           | États-Unis | 38 s 05     |
| 3    | Arnaldo da Silva Robson da Silva Edson Ribeiro André Domingos   | Brésil     | 38 s 41     |
| 4    | Kostya Rurak Serhiy Osovych Oleh Kramarenko Vladyslav Dolohodin | Ukraine    | 38 s 55     |
| 5    | Peter Karlsson Torbjörn Mårtensson Lars Hedner Patrik Strenius  | Suède      | 38 s 67     |
| 6    | Andrés Simón Joel Lamela Joel Isasi Luis Alberto Pérez-Rionda   | Cuba       | 39 s 39     |
| 7    | Hermann Lomba Régis Groisard Pascal Théophile Needy Guims       | France     | DNF         |
| 8    | Aziz Zakari Christian Nsiah Albert Agyemang Emmanuel Tuffour    | Ghana      | DNS         |

### Femmes
| Rang | Athlète                                                                 | Pays        | Performance |
| ---- | ----------------------------------------------------------------------- | ----------- | ----------- |
| 1    | Chryste Gaines Gail Devers Inger Miller Gwen Torrence                   | États-Unis  | 41 s 95     |
| 2    | Eldece Clarke Chandra Sturrup Sevatheda Fynes Pauline Davis             | Bahamas     | 42 s 14     |
| 3    | Michelle Freeman Juliet Cuthbert Nikole Mitchell Merlene Ottey          | Jamaïque    | 42 s 24     |
| 4    | Yekaterina Leshchova Galina Malchugina Natalya Voronova Irina Privalova | Russie      | 42 s 27     |
| 5    | Chioma Ajunwa Mary Tombiri-Shirey Christy Opara-Thompson Mary Onyali    | Nigeria     | 42 s 56     |
| 6    | Sandra Citte Odiah Sidibé Patricia Girard-Léno Marie-José Pérec         | France      | 42 s 76     |
| 7    | Sharon Cripps Kylie Hanigan Lauren Hewitt Jodi Lambert                  | Australie   | 43 s 70     |
| 8    | Angie Thorp Marcia Richardson Simmone Jacobs Katharine Merry            | Royaume-Uni | 43 s 93     |

## Relais 4 × 400 m

### Hommes
| Rang | Athlète                                                          | Pays        | Performance   |
| ---- | ---------------------------------------------------------------- | ----------- | ------------- |
| 1    | LaMont Smith Alvin Harrison Derek Mills Anthuan Maybank          | États-Unis  | 2 min 55 s 99 |
| 2    | Iwan Thomas Jamie Baulch Mark Richardson Roger Black             | Royaume-Uni | 2 min 56 s 60 |
| 3    | Michael McDonald Roxbert Martin Greg Haughton Davian Clarke      | Jamaïque    | 2 min 59 s 42 |
| 4    | Moustapha Diarra Aboubakry Dia Hachim Ndiaye Ibou Faye           | Sénégal     | 3 min 00 s 64 |
| 5    | Shunji Karube Kōji Itō Jun Osakada Shigekazu Omori               | Japon       | 3 min 00 s 76 |
| 6    | Piotr Rysiukiewicz Tomasz Jędrusik Piotr Haczek Robert Maćkowiak | Pologne     | 3 min 00 s 96 |
| 7    | Carl Oliver Troy McIntosh Dennis Darling Timothy Munnings        | Bahamas     | 3 min 02 s 71 |
| 8    | Samson Kitur Samson Yego Simon Kemboi Julius Chepkwony           | Kenya       | DNS           |

### Femmes
| Rang | Athlète                                                                    | Pays       | Performance   |
| ---- | -------------------------------------------------------------------------- | ---------- | ------------- |
| 1    | Rochelle Stevens Maicel Malone Kim Graham Jearl Miles                      | États-Unis | 3 min 20 s 91 |
| 2    | Bisi Afolabi Fatima Yusuf Charity Opara Falilat Ogunkoya                   | Nigeria    | 3 min 21 s 04 |
| 3    | Uta Rohländer Linda Kisabaka Anja Rucker Grit Breuer                       | Allemagne  | 3 min 21 s 14 |
| 4    | Merlene Frazer Sandie Richards Juliet Campbell Deon Hemmings               | Jamaïque   | 3 min 21 s 69 |
| 5    | Tatyana Chebykina Svetlana Goncharenko Yekaterina Kulikova Olga Kotlyarova | Russie     | 3 min 22 s 22 |
| 6    | Idalmis Bonne Julia Duporty Surella Morales Ana Fidelia Quirot             | Cuba       | 3 min 25 s 85 |
| 7    | Nadeżda Kostovalová Ludmila Formanová Helena Fuchsová Hana Benesová        | Tchéquie   | 3 min 26 s 99 |
| 8    | Francine Landre Viviane Dorsile Evelyne Elien Elsa Devassoigne             | France     | 3 min 28 s 46 |

## Marathon

### Hommes
| Rang | Athlète          | Pays           | Performance   |
| ---- | ---------------- | -------------- | ------------- |
| 1    | Josia Thugwane   | Afrique du Sud | 2 h 12 min 35 |
| 2    | Lee Bong-ju      | Corée du Sud   | 2 h 12 min 39 |
| 3    | Eric Wainaina    | Kenya          | 2 h 12 min 44 |
| 4    | Martin Fiz       | Espagne        | 2 h 13 min 19 |
| 5    | Richard Nerurkar | Royaume-Uni    | 2 h 13 min 38 |
| 6    | German Silva     | Mexique        | 2 h 14 min 28 |
| 7    | Steve Moneghetti | Australie      | 2 h 14 min 34 |
| 8    | Benjamin Paredes | Mexique        | 2 h 14 min 54 |

### Femmes
| Rang | Athlète             | Pays      | Performance   |
| ---- | ------------------- | --------- | ------------- |
| 1    | Fatuma Roba         | Éthiopie  | 2 h 26 min 05 |
| 2    | Valentina Yegorova  | Russie    | 2 h 28 min 05 |
| 3    | Yuko Arimori        | Japon     | 2 h 28 min 39 |
| 4    | Katrin Dörre-Heinig | Allemagne | 2 h 28 min 45 |
| 5    | Rocio Rios          | Espagne   | 2 h 30 min 50 |
| 6    | Lidia Simon         | Roumanie  | 2 h 31 min 03 |
| 7    | Manuela Machado     | Portugal  | 2 h 31 min 09 |
| 8    | Sonja Krolig        | Allemagne | 2 h 31 min 15 |

## 10 km marche
| Rang | Athlète            | Pays        | Performance |
| ---- | ------------------ | ----------- | ----------- |
| 1    | Yelena Nikolayeva  | Russie      | 41 min 49   |
| 2    | Elisabetta Perrone | Italie      | 42 min 12   |
| 3    | Wang Yan           | Chine       | 42 min 19   |
| 4    | Gu Yan             | Chine       | 42 min 34   |
| 5    | Rossella Giordano  | Italie      | 42 min 43   |
| 6    | Olya Kardapoltseva | Biélorussie | 43 min 02   |
| 7    | Katarzyna Radtke   | Pologne     | 43 min 05   |
| 8    | Valya Tsybulskaya  | Biélorussie | 43 min 21   |

## 20 km marche
| Rang | Athlète             | Pays      | Performance   |
| ---- | ------------------- | --------- | ------------- |
| 1    | Jefferson Pérez     | Équateur  | 1 h 20 min 07 |
| 2    | Ilya Markov         | Russie    | 1 h 20 min 16 |
| 3    | Bernardo Segura     | Mexique   | 1 h 20 min 23 |
| 4    | Nick A'hearn        | Australie | 1 h 20 min 31 |
| 5    | Rishat Shafikov     | Russie    | 1 h 20 min 41 |
| 6    | Aigars Fadejevs     | Lettonie  | 1 h 20 min 47 |
| 7    | Mikhail Shchennikov | Russie    | 1 h 21 min 09 |
| 8    | Robert Korzeniowski | Pologne   | 1 h 21 min 13 |

## 50 km marche
| Rang | Athlète             | Pays        | Performance   |
| ---- | ------------------- | ----------- | ------------- |
| 1    | Robert Korzeniowski | Pologne     | 3 h 43 min 30 |
| 2    | Mikhail Shchennikov | Russie      | 3 h 43 min 46 |
| 3    | Valentin Massana    | Espagne     | 3 h 44 min 19 |
| 4    | Arturo Di Mezza     | Italie      | 3 h 44 min 52 |
| 5    | Viktor Ginko        | Biélorussie | 3 h 45 min 27 |
| 6    | Ignacio Zamudio     | Mexique     | 3 h 46 min 07 |
| 7    | Valentin Kononen    | Finlande    | 3 h 47 min 40 |
| 8    | Sergey Korepanov    | Kazakhstan  | 3 h 48 min 42 |

## Saut en hauteur

### Hommes
| Rang | Athlète            | Pays         | Performance |
| ---- | ------------------ | ------------ | ----------- |
| 1    | Charles Austin     | États-Unis   | 2,39 m (RO) |
| 2    | Artur Partyka      | Pologne      | 2,37 m      |
| 3    | Steve Smith        | Royaume-Uni  | 2,35 m      |
| 4    | Dragutin Topic     | Yougoslavie  | 2,32 m      |
| 5    | Steinar Hoen       | Norvège      | 2,32 m      |
| 6    | Lambros Papakostas | Grèce        | 2,32 m      |
| 7    | Tim Forsyth        | Australie    | 2,32 m      |
| 8    | Lee Jin-taek       | Corée du Sud | 2,29 m      |

### Femmes
| Rang | Athlète              | Pays      | Performance |
| ---- | -------------------- | --------- | ----------- |
| 1    | Stefka Kostadinova   | Bulgarie  | 2,05 m (RO) |
| 2    | Níki Bakoyiánni      | Grèce     | 2,03 m      |
| 3    | Inha Babakova        | Ukraine   | 2,01 m      |
| 4    | Antonella Bevilacqua | Italie    | 1,99 m      |
| 5    | Yelena Gulyayeva     | Russie    | 1,99 m      |
| 6    | Alina Astafei        | Allemagne | 1,96 m      |
| 6    | Tatyana Motkova      | Russie    | 1,96 m      |
| 6    | Nele Zilinskiene     | Lituanie  | 1,96 m      |

## Saut à la perche

### Hommes
| Rang | Athlète            | Pays        | Performance |
| ---- | ------------------ | ----------- | ----------- |
| 1    | Jean Galfione      | France      | 5,92 m (RO) |
| 2    | Igor Trandenkov    | Russie      | 5,92 m      |
| 3    | Andrei Tivontschik | Allemagne   | 5,92 m      |
| 4    | Igor Potapovich    | Kazakhstan  | 5,86 m      |
| 5    | Pyotr Bochkaryov   | Russie      | 5,86 m      |
| 6    | Dmitri Markov      | Biélorussie | 5,86 m      |
| 7    | Tim Lobinger       | Allemagne   | 5,80 m      |
| 8    | Lawrence Johnson   | États-Unis  | 5,70 m      |

## Saut en longueur

### Hommes
| Rang | Athlète              | Pays        | Performance |
| ---- | -------------------- | ----------- | ----------- |
| 1    | Carl Lewis           | États-Unis  | 8,50 m      |
| 2    | James Beckford       | Jamaïque    | 8,29 m      |
| 3    | Joe Greene           | États-Unis  | 8,24 m      |
| 4    | Emmanuel Bangué      | France      | 8,19 m      |
| 5    | Mike Powell          | États-Unis  | 8,17 m      |
| 6    | Gregor Cankar        | Slovénie    | 8,11 m      |
| 7    | Aleksandr Glavatskiy | Biélorussie | 8,07 m      |
| 8    | Mattias Sunneborn    | Suède       | 8,06 m      |

### Femmes
| Rang | Athlète              | Pays       | Performance |
| ---- | -------------------- | ---------- | ----------- |
| 1    | Chioma Ajunwa        | Nigeria    | 7,12 m      |
| 2    | Fiona May            | Italie     | 7,02 m      |
| 3    | Jackie Joyner-Kersee | États-Unis | 7,00 m      |
| 4    | Niki Xanthou         | Grèce      | 6,97 m      |
| 5    | Olena Shekhovtsova   | Ukraine    | 6,97 m      |
| 6    | Agata Karczmarek     | Pologne    | 6,90 m      |
| 7    | Nicole Boegman       | Australie  | 6,73 m      |
| 8    | Iva Prandzheva       | Bulgarie   | DSQ         |

## Triple saut

### Hommes
| Rang | Athlète           | Pays        | Performance  |
| ---- | ----------------- | ----------- | ------------ |
| 1    | Kenny Harrison    | États-Unis  | 18,09 m (RO) |
| 2    | Jonathan Edwards  | Royaume-Uni | 17,88 m      |
| 3    | Yoelbi Quesada    | Cuba        | 17,44 m      |
| 4    | Mike Conley       | États-Unis  | 17,40 m      |
| 5    | Armen Martirosyan | Arménie     | 16,97 m      |
| 6    | Brian Wellman     | Bermudes    | 16,95 m      |
| 7    | Galin Georgiev    | Bulgarie    | 16,92 m      |
| 8    | Robert Howard     | États-Unis  | 16,90 m      |

### Femmes
| Rang | Athlète          | Pays        | Performance  |
| ---- | ---------------- | ----------- | ------------ |
| 1    | Inessa Kravets   | Ukraine     | 15,33 m (RO) |
| 2    | Inna Lasovskaya  | Russie      | 14,98 m      |
| 3    | Sarka Kasparkova | Tchéquie    | 14,98 m      |
| 4    | Ashia Hansen     | Royaume-Uni | 14,49 m      |
| 5    | Ólga Vasdéki     | Grèce       | 14,44 m      |
| 6    | Ren Ruiping      | Chine       | 14,30 m      |
| 7    | Rodica Mateescu  | Roumanie    | 14,21 m      |
| 8    | Iva Prandzheva   | Bulgarie    | DSQ          |

## Lancer du poids

### Hommes
| Rang | Athlète           | Pays        | Performance |
| ---- | ----------------- | ----------- | ----------- |
| 1    | Randy Barnes      | États-Unis  | 21,62 m     |
| 2    | John Godina       | États-Unis  | 20,79 m     |
| 3    | Oleksandr Bahach  | Ukraine     | 20,75 m     |
| 4    | Paolo Dal Soglio  | Italie      | 20,74 m     |
| 5    | Oliver-Sven Buder | Allemagne   | 20,51 m     |
| 6    | Roman Virastyuk   | Ukraine     | 20,45 m     |
| 7    | C.J. Hunter       | États-Unis  | 20,39 m     |
| 8    | Dragan Peric      | Yougoslavie | 20,07 m     |

### Femmes
| Rang | Athlète             | Pays       | Performance |
| ---- | ------------------- | ---------- | ----------- |
| 1    | Astrid Kumbernuss   | Allemagne  | 20,56 m     |
| 2    | Sui Xinmei          | Chine      | 19,88 m     |
| 3    | Irina Khudoroshkina | Russie     | 19,35 m     |
| 4    | Vita Pavlysh        | Ukraine    | 19,30 m     |
| 5    | Connie Price-Smith  | États-Unis | 19,22 m     |
| 6    | Stephanie Storp     | Allemagne  | 19,06 m     |
| 7    | Kathrin Neimke      | Allemagne  | 18,92 m     |
| 8    | Irina Korzhanenko   | Russie     | 18,68 m     |

## Lancer du disque

### Hommes
| Rang | Athlète              | Pays        | Performance  |
| ---- | -------------------- | ----------- | ------------ |
| 1    | Lars Riedel          | Allemagne   | 69,40 m (RO) |
| 2    | Vladimir Dubrovschik | Biélorussie | 66,60 m      |
| 3    | Vasiliy Kaptyukh     | Biélorussie | 65,80 m      |
| 4    | Anthony Washington   | États-Unis  | 65,42 m      |
| 5    | Virgilijus Alekna    | Lituanie    | 65,30 m      |
| 6    | Jürgen Schult        | Allemagne   | 64,62 m      |
| 7    | Vitaliy Sidorov      | Ukraine     | 63,78 m      |
| 8    | Vaclavas Kidikas     | Lituanie    | 62,78 m      |

### Femmes
| Rang | Athlète              | Pays        | Performance |
| ---- | -------------------- | ----------- | ----------- |
| 1    | Ilke Wyludda         | Allemagne   | 69,66 m     |
| 2    | Natalya Sadova       | Russie      | 66,48 m     |
| 3    | Ellina Zvereva       | Biélorussie | 65,64 m     |
| 4    | Franka Dietzsch      | Allemagne   | 65,48 m     |
| 5    | Xiao Yanling         | Chine       | 64,72 m     |
| 6    | Olga Chernyavskaya   | Russie      | 64,70 m     |
| 7    | Nicoleta Grasu       | Roumanie    | 63,28 m     |
| 8    | Lisa-Marie Vizaniari | Australie   | 62,48 m     |

## Lancer du marteau

### Hommes
| Rang | Athlète          | Pays        | Performance |
| ---- | ---------------- | ----------- | ----------- |
| 1    | Balasz Kiss      | Hongrie     | 81,24 m     |
| 2    | Lance Deal       | États-Unis  | 81,12 m     |
| 3    | Aleksey Krykun   | Ukraine     | 80,02 m     |
| 4    | Andriy Skvaruk   | Ukraine     | 79,92 m     |
| 5    | Heinz Weis       | Allemagne   | 79,78 m     |
| 6    | Ilya Konovalov   | Russie      | 78,72 m     |
| 7    | Ihar Astapkovich | Biélorussie | 78,20 m     |
| 8    | Sergey Alay      | Biélorussie | 77,38 m     |

## Lancer du javelot

### Hommes
| Rang | Athlète         | Pays        | Performance |
| ---- | --------------- | ----------- | ----------- |
| 1    | Jan Železný     | Tchéquie    | 88,16 m     |
| 2    | Steve Backley   | Royaume-Uni | 87,44 m     |
| 3    | Seppo Räty      | Finlande    | 86,98 m     |
| 4    | Raymond Hecht   | Allemagne   | 86,88 m     |
| 5    | Boris Henry     | Allemagne   | 85,68 m     |
| 6    | Sergueï Makarov | Russie      | 85,30 m     |
| 7    | Kimmo Kinnunen  | Finlande    | 84,02 m     |
| 8    | Tom Pukstys     | États-Unis  | 83,58 m     |

### Femmes
| Rang | Athlète         | Pays      | Performance |
| ---- | --------------- | --------- | ----------- |
| 1    | Heli Rantanen   | Finlande  | 67,94 m     |
| 2    | Louise McPaul   | Australie | 65,54 m     |
| 3    | Trine Hattestad | Norvège   | 64,98 m     |
| 4    | Isel Lopez      | Cuba      | 64,68 m     |
| 5    | Xiomara Rivero  | Cuba      | 64,48 m     |
| 6    | Karen Forkel    | Allemagne | 64,18 m     |
| 7    | Mikaela Ingberg | Finlande  | 61,52 m     |
| 8    | Li Lei          | Chine     | 60,74 m     |

## Décathlon et Heptathlon

### Décathlon
| Rang | Athlète           | Pays        | Performance |
| ---- | ----------------- | ----------- | ----------- |
| 1    | Dan O'Brien       | États-Unis  | 8 824 pts   |
| 2    | Frank Busemann    | Allemagne   | 8 706 pts   |
| 3    | Tomáš Dvořák      | Tchéquie    | 8 664 pts   |
| 4    | Steve Fritz       | États-Unis  | 8 644 pts   |
| 5    | Eduard Hämäläinen | Biélorussie | 8 613 pts   |
| 6    | Erki Nool         | Estonie     | 8 543 pts   |
| 7    | Robert Změlík     | Tchéquie    | 8 422 pts   |
| 8    | Ramil Ganiyev     | Ouzbékistan | 8 318 pts   |

### Heptathlon
| Rang | Athlète            | Pays         | Performance |
| ---- | ------------------ | ------------ | ----------- |
| 1    | Ghada Shouaa       | Syrie        | 6 780 pts   |
| 2    | Natasha Sazanovich | Biélorussie  | 6 563 pts   |
| 3    | Denise Lewis       | Royaume-Uni  | 6 489 pts   |
| 4    | Urszula Włodarczyk | Pologne      | 6 484 pts   |
| 5    | Eunice Barber      | Sierra Leone | 6 342 pts   |
| 6    | Rita Ináncsi       | Hongrie      | 6 336 pts   |
| 7    | Sabine Braun       | Allemagne    | 6 317 pts   |
| 8    | Kelly Blair        | États-Unis   | 6 307 pts   |